# Glyphodes bradleyi
Glyphodes bradleyi là một loài bướm đêm trong họ Crambidae.